# Эстонский праздник песни

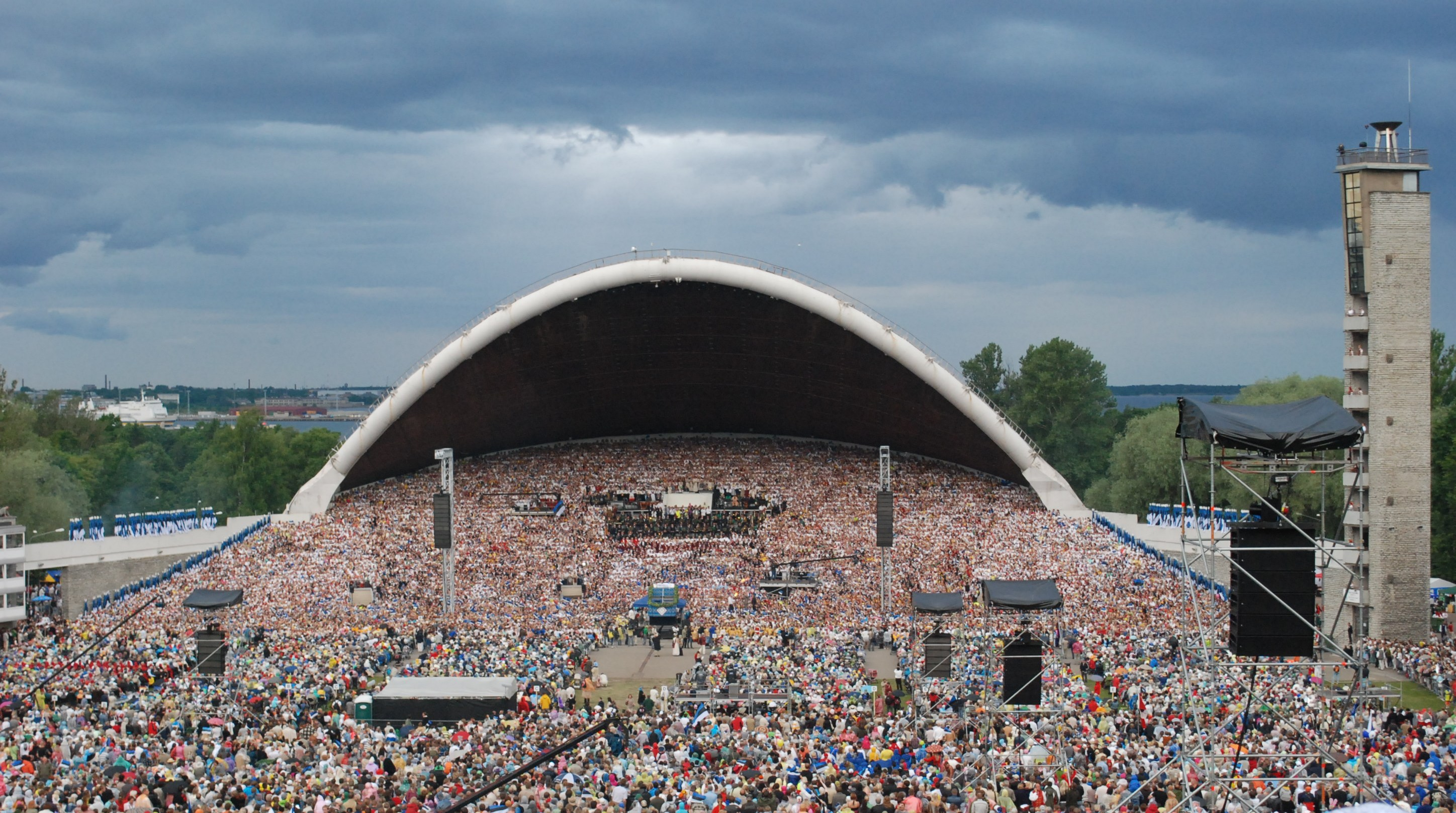
Начало XXV Певческого праздника, 2009 год

Эстонский праздник песни (эст. üldlaulupidu) — общегосударственный и национальный певческий праздник, где принимают участие различные хоровые коллективы и духовые оркестры. Праздник проводится каждые пять лет на территории Таллинского Певческого поля. Организацией праздника занимается специально учреждённое для этого подразделение при Министерстве культуры Эстонии. Является объектом фонда шедевров устного и нематериального культурного наследия ЮНЕСКО.

## История

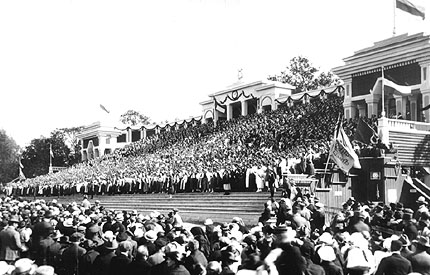
VII Певческий праздник (1923)

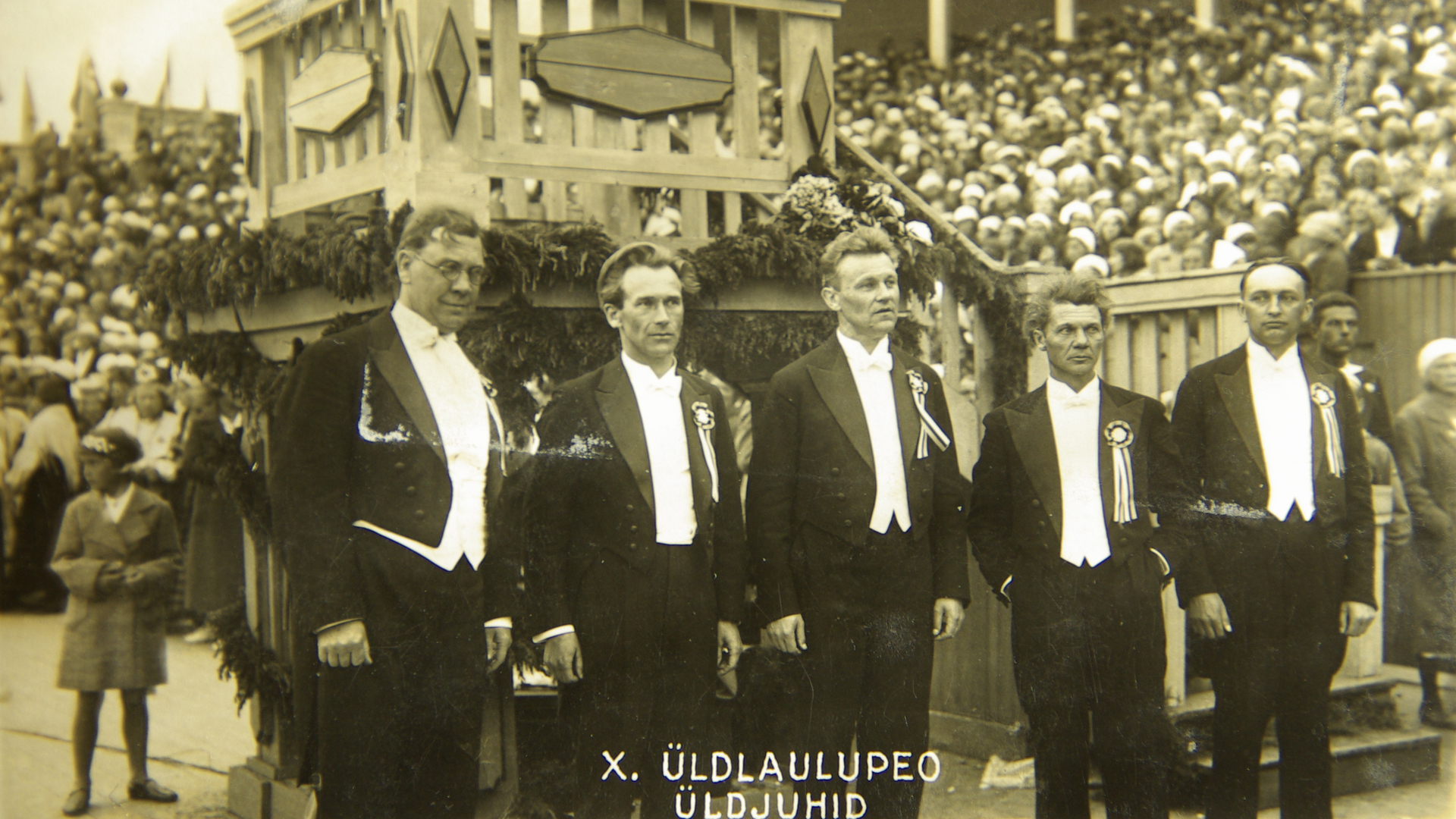
Праздник в 1933 году. На фото: Раймонд Кулль, Туудур Веттик, Юхан Аавик, Юхан Симм и Вернер Нереп

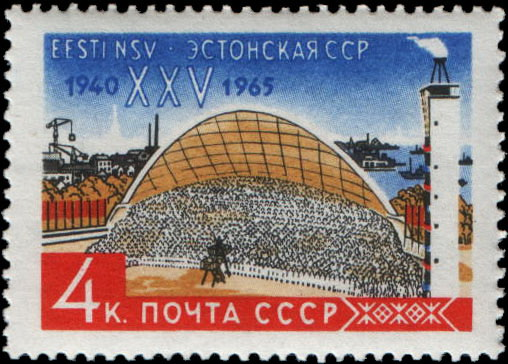
Эстонский праздник песни. Почтовая марка СССР, 1965 год

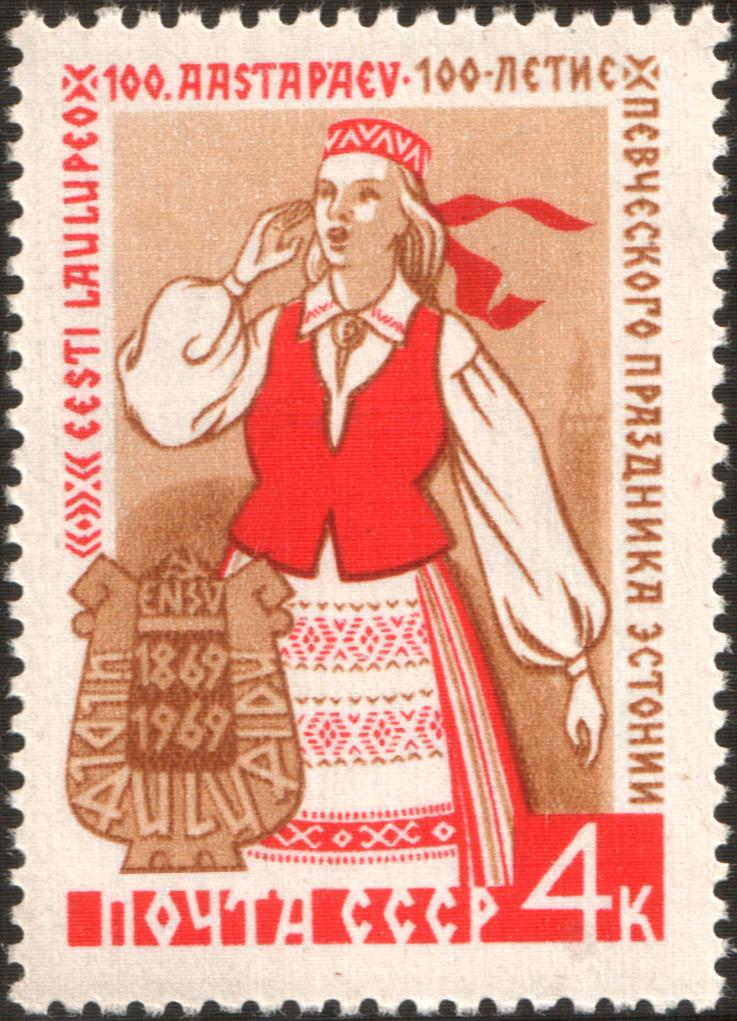
100-летие певческого праздника Эстонии. Почтовая марка СССР, 1969 год

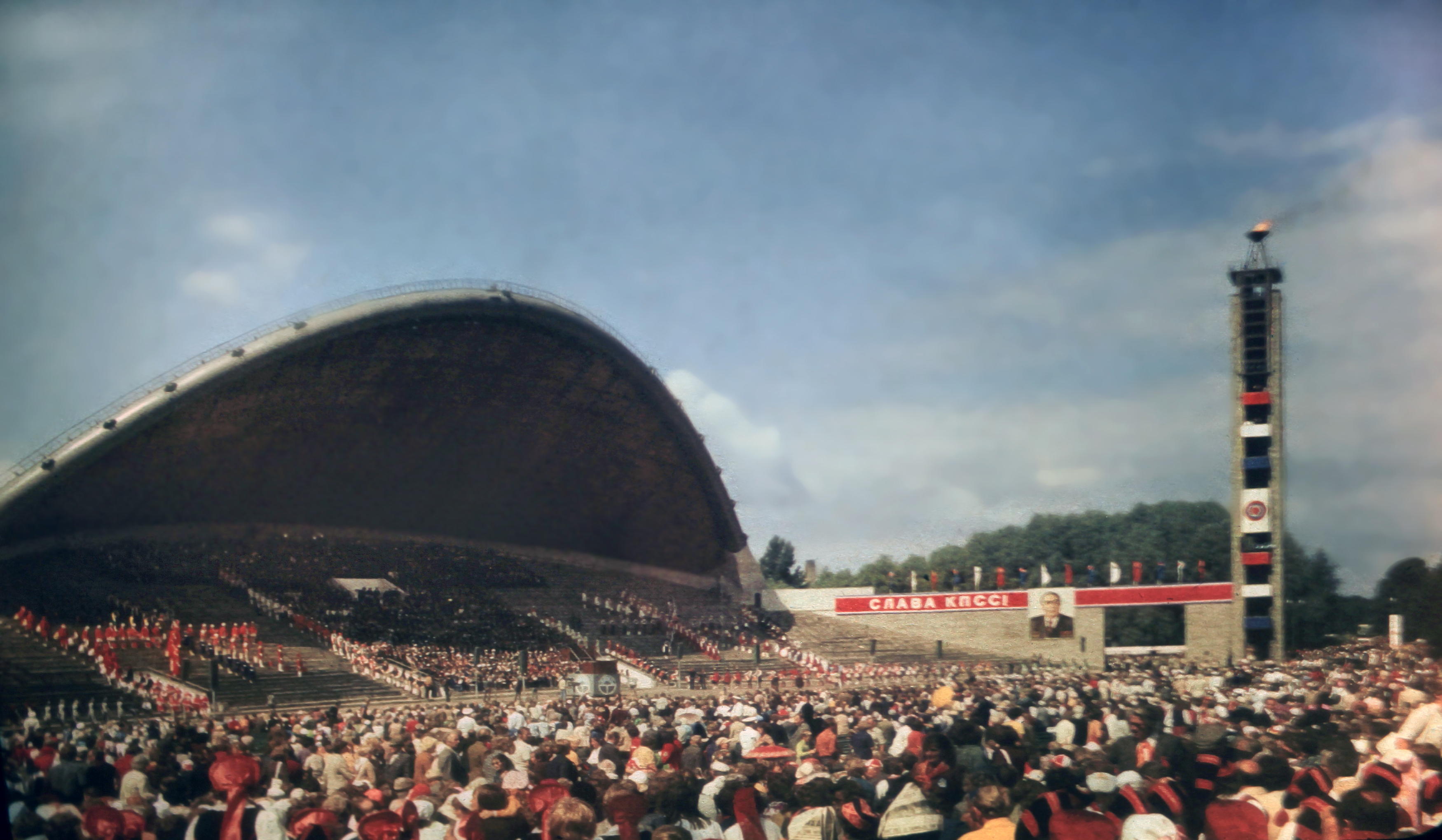
XIX Праздник песни, 1980 год

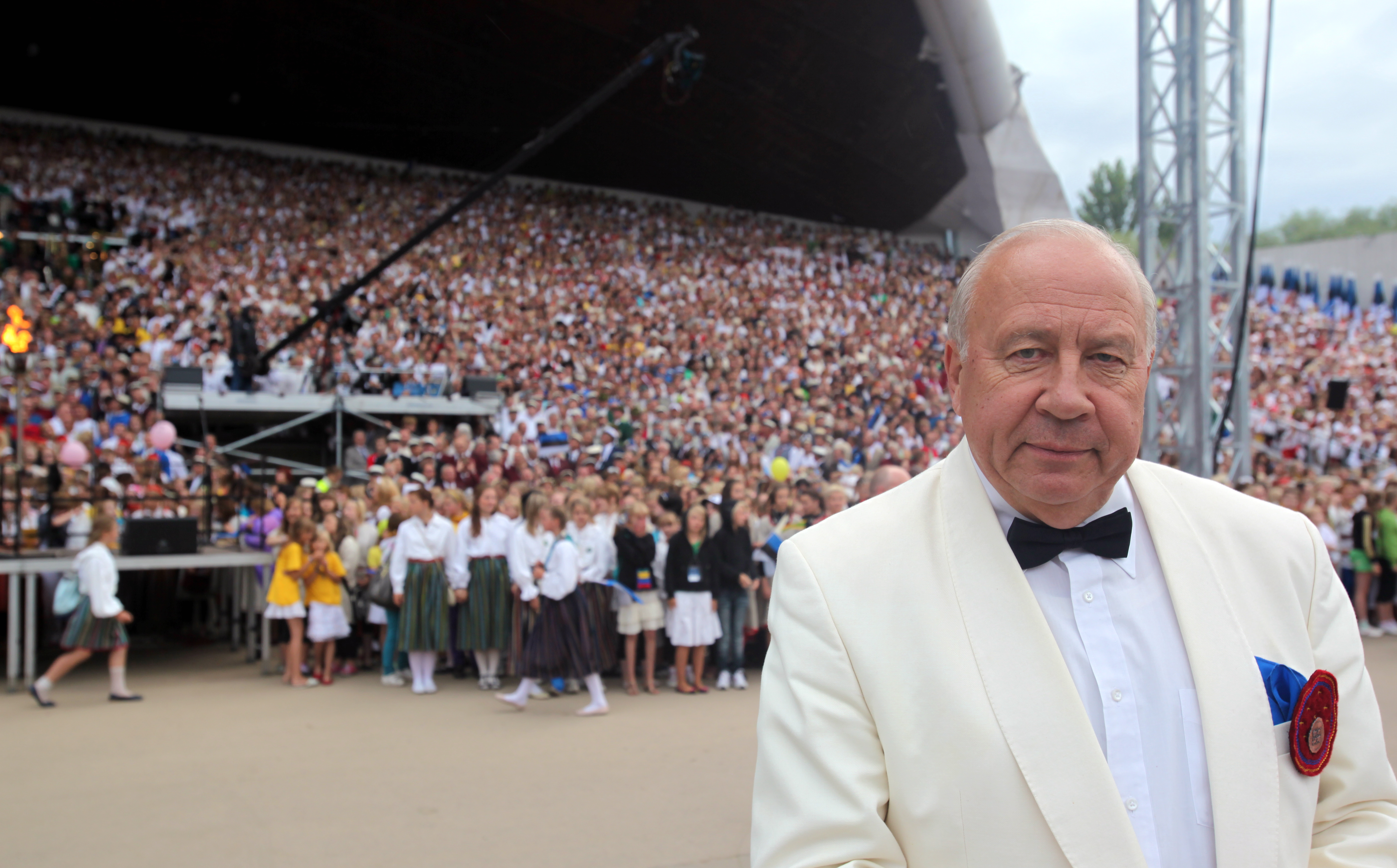
Дирижёр Неэме Ярви на XXV певческом празднике в 2009 году

Первый певческий праздник прошёл в 1869 году в Дерпте. Первые семь праздников проводились во времена нахождения Эстонии в составе Российской империи и до VI певческого праздника они проводились по разным знаменательным для империи датам. Организацию праздника брали на себя различные эстонские танцевальные и хоровые общества. Первые пять праздников (кроме третьего) проводились в Дерпте, потом все праздники стали проводить в Ревеле.
Между двумя мировыми войнами праздник проводился 4 раза. В 1923 году, во время проведения праздника в восьмой раз, было положено начало традиции проводить его каждые пять лет. С 1928 года праздник проводится на Таллинском Певческом поле. С 8-го по 11-й праздник организатором выступал Эстонский союз певцов.
В 1943 году, из-за Второй мировой войны проведение праздника было отменено. На данный момент это единственный случай когда праздник не проводился.
| Певческий праздник       | Дата                  | Место  | Коллективы | Участники |
| ------------------------ | --------------------- | ------ | ---------- | --------- |
| I Певческий праздник     | 18. — 20 июня 1869    | Дерпт  | 51         | 845       |
| II Певческий праздник    | 20. — 22 июня 1879    | Дерпт  | 64         | 1272      |
| III Певческий праздник   | 11. — 13 июня 1880    | Ревель | 48         | 782       |
| IV Певческий праздник    | 15. — 17 июня 1891    | Дерпт  | 179        | 2700      |
| V Певческий праздник     | 18. — 20 июня 1894    | Дерпт  | 263        | 3951      |
| VI Певческий праздник    | 8. — 10 июня 1896     | Ревель | 410        | 5681      |
| VII Певческий праздник   | 12. — 14 июня 1910    | Ревель | 527        | 10 000    |
| VIII Певческий праздник  | 30 июня — 2 июля 1923 | Таллин | 386        | 10 562    |
| IX Певческий праздник    | 30 июня — 2 июля 1928 | Таллин | 436        | 15 049    |
| X Певческий праздник     | 23. — 25 июня 1933    | Таллин | 500        | 16 500    |
| XI Певческий праздник    | 23. — 25 июня 1938    | Таллин | 569        | 17 501    |
| XII Певческий праздник   | 27. — 29 июня 1947    | Таллин | 703        | 25 760    |
| XIII Певческий праздник  | 21. — 23 июля 1950    | Таллин | 1106       | 31 907    |
| XIV Певческий праздник   | 20. — 22 июля 1955    | Таллин | 893        | 30 321    |
| XV Певческий праздник    | 19. — 21 июня 1960    | Таллин | 875        | 29 273    |
| XVI Певческий праздник   | 16. — 18 июня 1965    | Таллин | 690        | 25 806    |
| XVII Певческий праздник  | 27. — 29 июня 1969    | Таллин | 771        | 30 230    |
| XVIII Певческий праздник | 19. — 20 июля 1975    | Таллин | 641        | 28 537    |
| XIX Певческий праздник   | 5. — 6 июля 1980      | Таллин | 627        | 28 969    |
| XX Певческий праздник    | 20. — 21 июля 1985    | Таллин | 677        | 26 437    |
| XXI Певческий праздник   | 30 июня — 1 июля 1990 | Таллин | 690        | 28 922    |
| XXII Певческий праздник  | 2. — 3 июля 1994      | Таллин | 811        | 25 802    |
| XXIII Певческий праздник | 3. — 4 июля 1999      | Таллин | 856        | 24 875    |
| XXIV Певческий праздник  | 4. — 5 июля 2004      | Таллин | 850        | 22 759    |
| XXV Певческий праздник   | 4. — 5 июля 2009      | Таллин | 864        | 26 430    |
| XXVI Певческий праздник  | 4. — 6 июля 2014      | Таллин | 1046       | 33 025    |
| XXVII Певческий праздник | 5. — 7 июля 2019      | Таллин | 1020       | 32 411    |